# Jean Poulmaire
Jean Poulmaire est un homme politique français né le 18 octobre 1773 à Woippy (Trois-Évêchés) et mort le 10 janvier 1836 à Thionville (Moselle).
Brasseur et tanneur, conseiller général, il est député de la Moselle de 1830 à 1836, siégeant dans la majorité soutenant la monarchie de Juillet.

## Sources
- « Jean Poulmaire », dans Adolphe Robert et Gaston Cougny, Dictionnaire des parlementaires français, Edgar Bourloton, 1889-1891 [détail de l’édition]